# Marchais-Beton
Marchais-Beton ist eine Commune déléguée in der französischen Gemeinde Charny Orée de Puisaye mit 113 Einwohnern (Stand: 1. Januar 2022) im Département Yonne in der Region Bourgogne-Franche-Comté. Die Einwohner werden Marchaisiens genannt.
Von 1996 bis 2014 gehörte Marchais-Beton zur Communauté de communes de la Région de Charny.
Marchais-Beton wurde am 1. Januar 2016 mit 13 weiteren Gemeinden, namentlich Chambeugle, Charny, Chêne-Arnoult, Chevillon, Dicy, Fontenouilles, Grandchamp, Malicorne, Perreux, Prunoy, Saint-Denis-sur-Ouanne, Saint-Martin-sur-Ouanne, Villefranche zur Commune nouvelle Charny Orée de Puisaye zusammengeschlossen. Die Gemeinde Marchais-Beton gehörte zum Arrondissement Auxerre und zum Kanton Charny.

## Geographie
Marchais-Beton liegt etwa 36 Kilometer westnordwestlich von Auxerre am Fluss Cuivre.

## Bevölkerungsentwicklung
| Jahr                      | 1962 | 1968 | 1975 | 1982 | 1990 | 1999 | 2006 | 2013 |
| Einwohner                 | 190  | 230  | 142  | 125  | 118  | 130  | 125  | 119  |
| Quelle: Cassini und INSEE |      |      |      |      |      |      |      |      |

## Sehenswürdigkeiten
- Kirche Saint-Jean-Baptiste aus dem 16. Jahrhundert

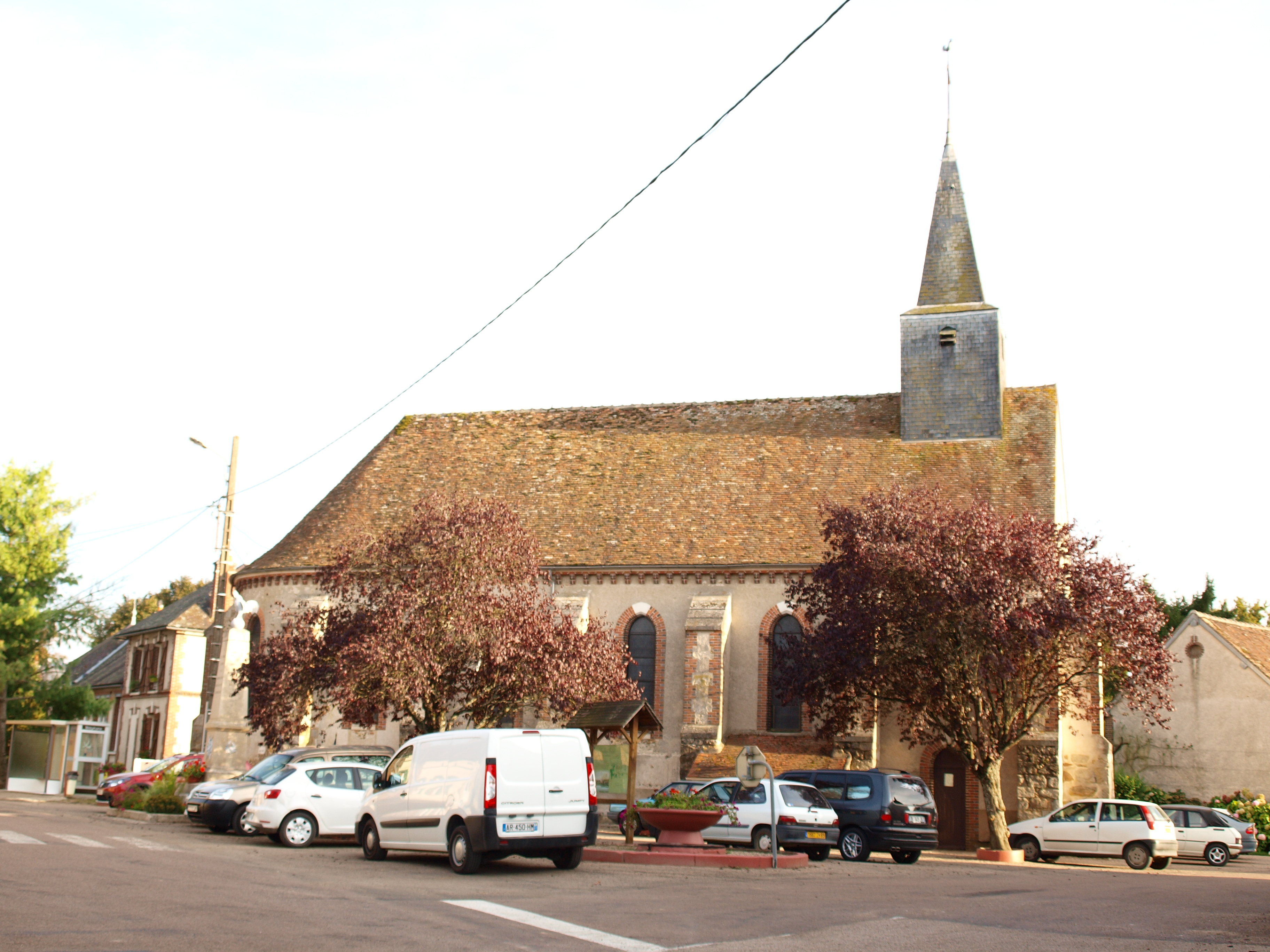
Kirche Saint-Jean-Baptiste